# Bilan saison par saison des Coyotes de l'Arizona
Les Coyotes de l'Arizona sont une franchise de la Ligue nationale de hockey depuis le déménagement des Jets de Winnipeg en 1996 jusqu'à la saison 2023-2024. L'équipe déménage en Utah, en 2024 pour devenir le Mammoth de l'Utah.
Cette page retrace les résultats de l'équipe depuis cette saison.

## Résultats
| Coyotes de Phoenix   |                |                |                |                |                |                |                |                |                        |                                        |                          |                |                |
| 1996-1997            | 82             | 38             | 37             | 7              | —              | 240            | 243            | 83             | 3e division Centrale   | 3-4 Mighty Ducks                       | Don Hay                  |                |                |
| 1997-1998            | 82             | 35             | 35             | 12             | —              | 224            | 227            | 82             | 4e division Centrale   | 2-4 Red Wings                          | Jim Schoenfeld           |                |                |
| 1998-1999            | 82             | 39             | 31             | 12             | —              | 205            | 197            | 90             | 2e division Pacifique  | 3-4 Blues                              | Jim Schoenfeld           |                |                |
| 1999-2000            | 82             | 39             | 31             | 8              | 4              | 232            | 228            | 90             | 3e division Pacifique  | 1-4 Avalanche                          | Bob Francis              |                |                |
| 2000-2001            | 82             | 35             | 27             | 17             | 3              | 214            | 212            | 90             | 4e division Pacifique  | Non qualifiés                          | Bob Francis              |                |                |
| 2001-2002            | 82             | 40             | 27             | 9              | 6              | 228            | 210            | 95             | 2e division Pacifique  | 1-4 Sharks                             | Bob Francis              |                |                |
| 2002-2003            | 82             | 31             | 35             | 11             | 5              | 204            | 230            | 78             | 4e division Pacifique  | Non qualifiés                          | Bob Francis              |                |                |
| 2003-2004            | 82             | 22             | 36             | 18             | 6              | 188            | 245            | 68             | 5e division Pacifique  | Non qualifiés                          | Bob Francis Rick Bowness |                |                |
| 2004-2005            | Saison annulée | Saison annulée | Saison annulée | Saison annulée | Saison annulée | Saison annulée | Saison annulée | Saison annulée | Saison annulée         | Saison annulée                         | Saison annulée           | Saison annulée | Saison annulée |
| 2005-2006            | 82             | 38             | 39             | —              | 5              | 246            | 271            | 81             | 5e division Pacifique  | Non qualifiés                          | Wayne Gretzky            |                |                |
| 2006-2007            | 82             | 31             | 46             | —              | 5              | 216            | 284            | 62             | 5e division Pacifique  | Non qualifiés                          | Wayne Gretzky            |                |                |
| 2007-2008            | 82             | 38             | 37             | —              | 7              | 214            | 231            | 83             | 4e division Pacifique  | Non qualifiés                          | Wayne Gretzky            |                |                |
| 2008-2009            | 82             | 36             | 39             | —              | 7              | 208            | 252            | 79             | 5e division Pacifique  | Non qualifiés                          | Wayne Gretzky            |                |                |
| 2009-2010            | 82             | 50             | 25             | —              | 7              | 225            | 202            | 107            | 2e division Pacifique  | 3-4 Red Wings                          | Dave Tippett             |                |                |
| 2010-2011            | 82             | 43             | 26             | —              | 13             | 231            | 226            | 99             | 3e division Pacifique  | 0-4 Red Wings                          | Dave Tippett             |                |                |
| 2011-2012            | 82             | 42             | 27             | —              | 13             | 216            | 204            | 97             | 1er division Pacifique | 4-2 Blackhawks 4-1 Predators 1-4 Kings | Dave Tippett             |                |                |
| 2012-2013            | 48             | 21             | 18             | —              | 9              | 125            | 131            | 51             | 4e division Pacifique  | Non qualifiés                          | Dave Tippett             |                |                |
| 2013-2014            | 82             | 37             | 30             | —              | 15             | 216            | 231            | 89             | 4e division Pacifique  | Non qualifiés                          | Dave Tippett             |                |                |
| Coyotes de l'Arizona |                |                |                |                |                |                |                |                |                        |                                        |                          |                |                |
| 2014-2015            | 82             | 24             | 50             | —              | 8              | 170            | 272            | 56             | 7e division Pacifique  | Non qualifiés                          | Dave Tippett             |                |                |
| 2015-2016            | 82             | 35             | 39             | —              | 8              | 209            | 245            | 78             | 4e division Pacifique  | Non qualifiés                          | Dave Tippett             |                |                |
| 2016-2017            | 82             | 30             | 42             | —              | 10             | 197            | 260            | 70             | 6e division Pacifique  | Non qualifiés                          | Dave Tippett             |                |                |
| 2017-2018            | 82             | 29             | 41             | —              |                | 208            | 256            | 70             | 8e division Pacifique  | Non qualifiés                          | Rick Tocchet             |                |                |
| 2018-2019            | 82             | 39             | 35             | —              |                | 213            | 223            | 86             | 4e division Pacifique  | Non qualifiés                          | Rick Tocchet             |                |                |
| 2019-2020            | 70             | 33             | 29             | —              | 8              | 195            | 187            | 74             | 5e division Pacifique  | 3-1 Predators 1-4 Avalanche            | Rick Tocchet             |                |                |
| 2020-2021 Détail     | 56             | 24             | 26             | —              | 6              | 153            | 176            | 54             | 5e division Ouest      | Non qualifiés                          | Rick Tocchet             |                |                |